# بوکنر ثروستون
بوکنر ثروستون (به انگلیسی: Buckner Thruston) سناتور سابق عضو حزب دموکرات-جمهوری‌خواه بود. وی در سال ۱۸۰۵ تا ۱۸۰۹ میلادی سناتور ایالت کنتاکی در سنای ایالات متحده آمریکا بود.